# حسام الدين الحاجري
حسام الدين عيسى بن سنجر بن بهرام الحاجري الإربلي يعرف أيضًا بالـبلبل الغرام (1186 - يوليو 1235) شاعر عراقي. تركي الأصل، ينسب إلى حاجر من بلاد الحجاز لأنه أكثر من ذكرها في شعره ولم يكن منها. قتل غدرًا بأربيل. له ديوان شعر، وهو شاعر رقيق الألفاظ، حسن المعاني.

## سيرته
هو حسام الدين أبو يحيى عيسى بن سنجر بن بهرام الحاجري الإربلي. ولد حوالي سنة 1186 م/ 582هـ في إربل. كان من أولاد الجند، تركي الأصل ينسب إلى حاجر من بلاد الحجاز لأنه أكثر من ذكرها في شعره ولم يكن منها. اعتقل في قلعة إربيل أواسط حياته، واتصل بخدمة الملك مظفر الدين صاحب إربل، وتقدم عنده وغيَّر لباسه، وتزين بزي الصوفية، فلما توفي مظفر الدين سافر عن إربيل، ثم عاد إليها وقد صارت في مملكة المستنصر بالله ونائبه بها الأمير شمس الدين أبو الفضائل باتكين. ذكره ابن خلكان وقال عنه «له ديوان شعر تغلب عليه الرقة، وفيه معاني جيدة، وهو مشتمل على شعر والدُّوبيت والـمَوَالية، وقد أحسن في الكل؛ مع أنه قلَّ من يجيد في مجموع هذه الثلاثة، بل من غلب عليه واحد منها قصر في الباقي»، وقد أخذ عنه ابن خَلِّكان فقال «وكان صاحبي وأنشدني كثيراً من شعره». وقال عنه وعن شعره ابن تغري بردي: “كان أديباً فاضلاً ظريفاً فصيحاً، وله ديوان شعر مشهور، يغلب على شعره الرِّقة، والانسجام”.

خرج يوماً من بيته قبل الظهر، "فوثب عليه شخص، وضربه بسكين، فأخرج حشوته...ثم توفي بعد ذلك في شوال سنة 632هـ (يونيو - يوليو 1235)، ودفن في مقبرة باب الميدان.

## شعره
له أشعار في الغزل والمديح والشكوى والهجاء والحكمة. له عدة دواوين أشهرها ديوان الحاجري ومسارح الغزلان الحاجرية وبلبل الغرام الكاشف عن لثام الانسجام وله عدة قصائد ذكرت في نزهة الناظر وشرح الخاطر.